# Letni Festiwal „Pieniny-Kultura-Sacrum” w Krościenku nad Dunajcem

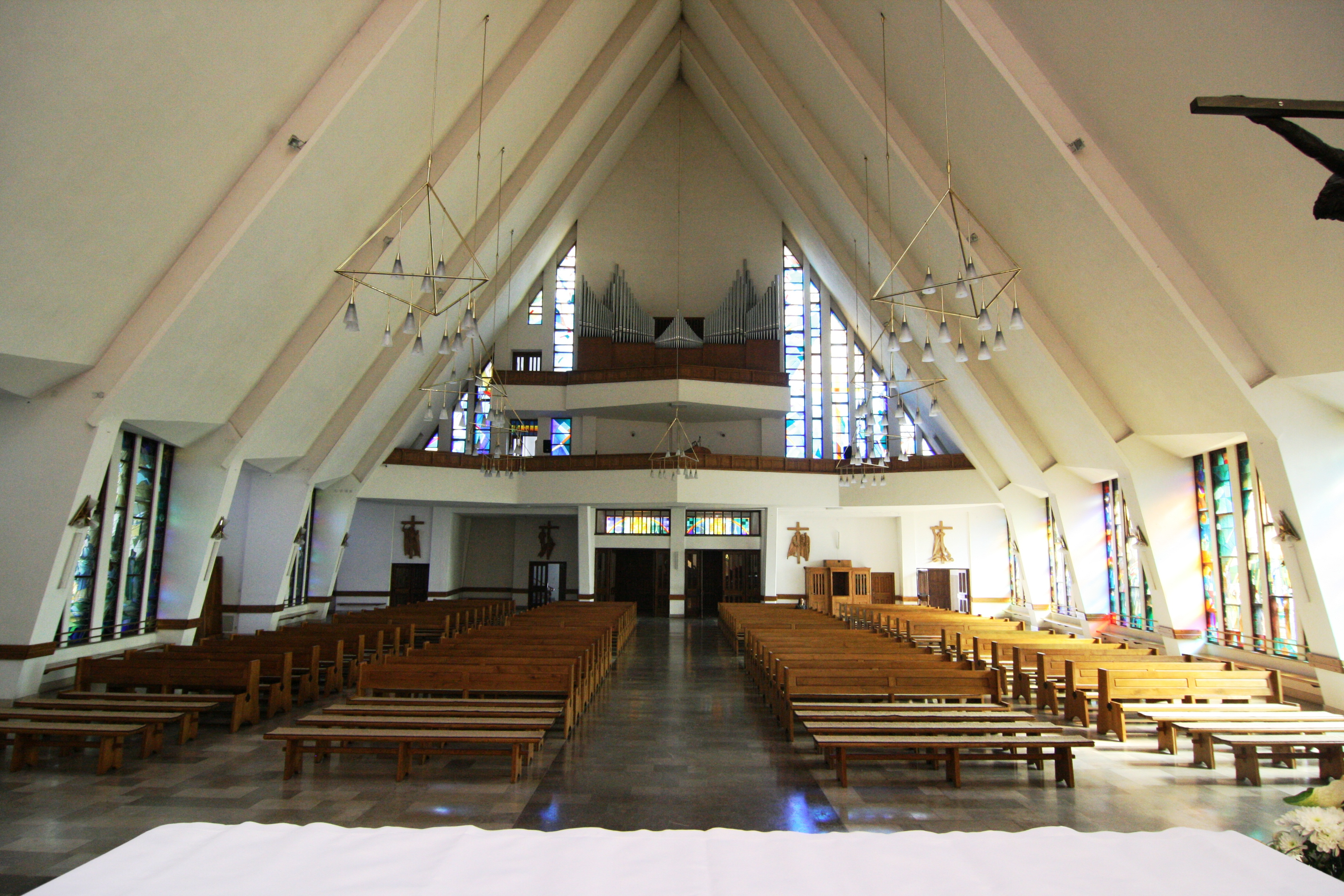
Organy kościoła

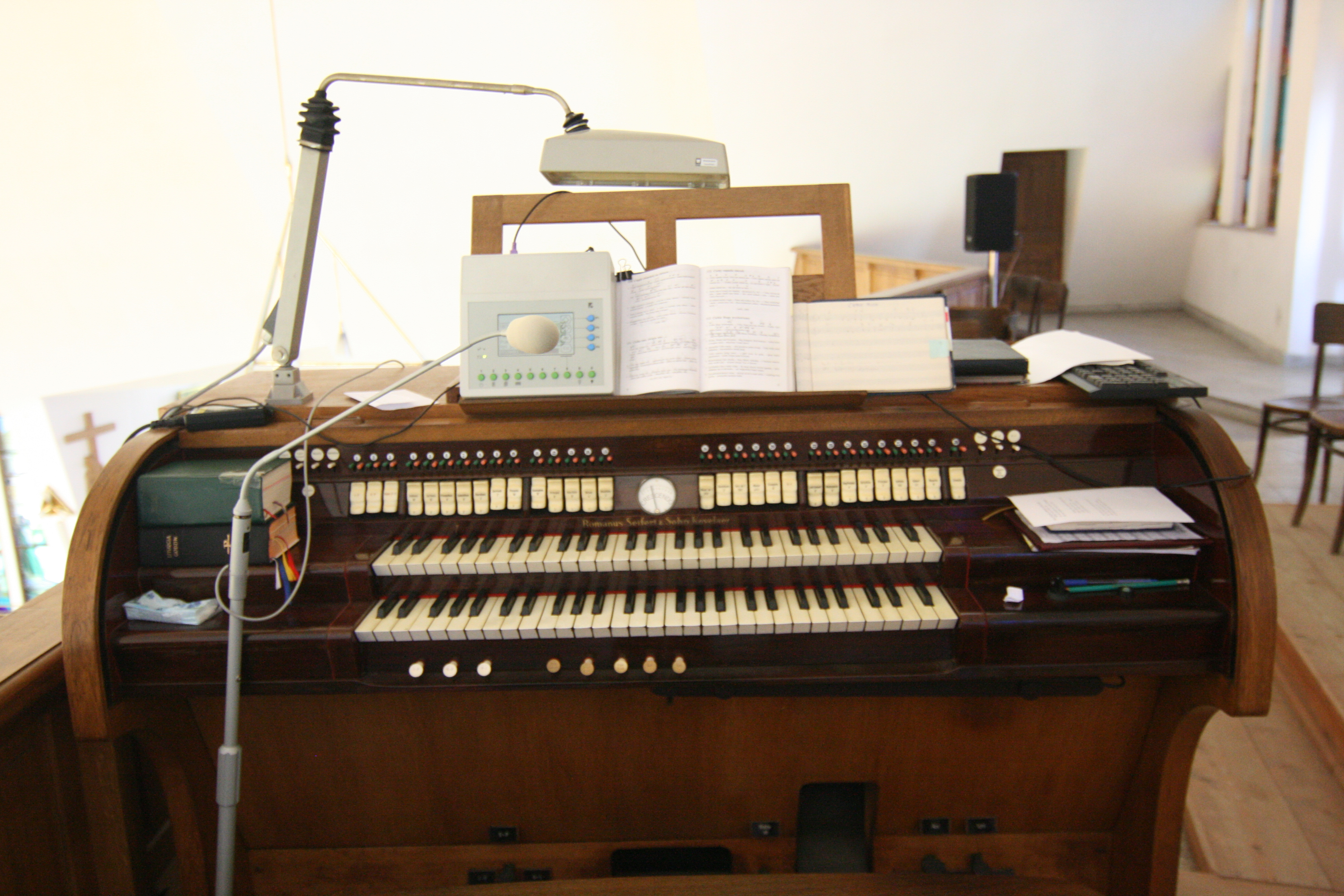
Klawiatura organów

Letni Festiwal „Pieniny-Kultura-Sacrum” w Krościenku nad Dunajcem – cykl corocznych koncertów muzyki organowej, który w latach 2011–2023 odbywał się w Krościenku nad Dunajcem, w kościele Chrystusa Dobrego Pasterza, łączący muzykę klasyczną z muzyką regionalną. 

## Historia
W listopadzie 2009 roku w kościele Chrystusa Dobrego Pasterza w Krościenku nad Dunajcem zostały oddane do użytku organy niemieckiej firmy Romanus Seifert & Sohn z Kevelaer. Zostały zmontowane przez Mariana Tetlaka z Rzeszowa. Ze względu na swą wysoką jakość artystyczną instrument ten doskonale nadaje się do celów koncertowych. Organizatorem pierwszych festiwali były Stowarzyszenie Menadżerów i Organizatorów Kultury SMOK, później Stowarzyszenie Artystyczne PianoClassic. Organizatorem ostatnich siedmiu edycji festiwalu była Fundacja Promocji Kultury i Sztuki Ars Pro Arte i Parafia Wszystkich Świętych w Krościenku nad Dunajcem. Dyrektorem artystycznym była Agnieszka Radwan-Stefańska, która była pomysłodawczynią festiwalu. 
Festiwal został zainaugurowany (I Festiwal) 8 sierpnia 2010 roku koncertem, w ramach którego wystąpili m.in.: Marek Stefański, Jan Kubik z kapelą z Krościenka nad Dunajcem i Roman Perucki. W  kolejnych edycjach wystąpili m.in.:
- II Festiwal (2011) – Akademicki Chór Organum i Zespół Instrumentalny Ricercar pod batutą Bogusława Grzybka
- III Festiwal (2012) – Marek Kudlicki, Lindsay Davidson, Elżbieta Towarnicka
- IV Festiwal (2013) – Jerzy Trela, Barbara Świątek-Żelazna, Andrzej Chorosiński, Tomasz Kuk, Andrzej Rzymkowski
- V Festiwal (2014) – Jerzy Zelnik
- VI Festiwal (2015) – Krzysztof Jakowicz, Jacek Ozimkowski, Michał Nagy
- XI Festiwal (2021) – Roman Perucki, Błażej Musiałczyk[2]
- XII Festiwal (2022) – Piotr Cyrwus czytał wiersze Krystyny Aleksander, Jan Bartłomiej Bokszczanin, Władysław Szymański, Piotr Kusiewicz[3].
- XIII Festiwal (2023) – Chór Bazyliki Grobu Bożego w Miechowie, Anna Wiktoria Swoboda (lutnia), Krzysztof Koper (słowo), Stanislav Šurin (organy), Michał Mogiła (obój), Daniele Facciorusso (organy), Aleksandra Cabaj (eufonium), Waldemar Krawiec (organy), Rafał Kobyliński (tenor), Wiesław Siewierski (bas-baryton)[4].

W niektórych edycjach festiwalu uczestniczyła również kościół św. Stanisława Biskupa i Męczennika w Sromowcach Wyżnych oraz kościół parafii św. Bartłomieja Apostoła w Niedzicy, gdzie odbywały się niektóre z koncertów.

## Charakterystyka
Festiwal łączył koncerty mistrzów klasyki muzyki organowej ze współczesnymi interpretacjami oraz występami instrumentalistów (klarnet, klawesyn, skrzypce, trąbka, perkusja, dudy szkockie, akordeon, saksofon, puzon, gitara, harfa, flet, cytra, ...), śpiewaków i chórów oraz recytatorów.
Koncerty odbywały się w lipcu i sierpniu, w soboty (czasem w niedziele) o godzinie 19:00. Festiwalowi towarzyszyły wystawy twórców regionalnych, m.in.:
- w czasie III Festiwalu – Św. Kinga – Dziedziczka Pienin w obrazach Krystyny Aleksander oraz prezentacje twórczości: Krystyny Aleksander – poezja,  Andrzeja M. Beliczyńskiego – akwarele,  Jana Kubika – haft i Zbigniewa Urbańskiego – makiety
- w czasie VI Festiwalu – wystawa Muzyczne Anioły przygotowana przez uczniów Publicznego Gimnazjum im. Jana Pawła II w Krościenku nad Dunajcem
- w czasie XI Festiwalu – wystawa twórczości członków Stowarzyszenia Artystów Pienińskich Na pienińską nutę[2]
- w czasie XII Festiwalu – wystawa twórczości członków Stowarzyszenia Artystów Pienińskich Sercem malowane[3]
- w czasie XIII Festiwalu – wystawa twórczości artystów pienińskich Cisza[4].